# タミー・アブラハム
- タミー・エイブラハム[1]

タミー・アブラハム（Tammy Abraham）こと、ケヴィン・オゲネテガ・タマレビ・バクモ＝アブラハム（Kevin Oghenetega Tamaraebi Bakumo-Abraham、1997年10月2日 - ）は、イングランド・ロンドンサザーク区出身のサッカー選手。ベシクタシュJK所属。イングランド代表。ポジションはフォワード。
チェルシーFC公式サイトの日本語表記は、タミー・エイブラハムである。Tammy Abrahamの発音は外部リンク参照。

## クラブ経歴

### チェルシー
2004年、チェルシーFCの下部組織に入団。2016年5月のプレミアリーグ・リヴァプールFC戦でトップチームデビュー。

#### ブリストル・シティ
2016年8月、フットボールリーグ・チャンピオンシップのブリストル・シティFCにレンタル移籍。

#### スウォンジー・シティ
2017年7月4日、チェルシーとの契約を2022年まで延長した上で、プレミアリーグのスウォンジー・シティAFCにレンタル移籍。2017年8月26日、クリスタル・パレスFC戦でプレミアリーグでの初得点を記録した。

#### アストン・ヴィラ
2018年8月31日、チャンピオンシップのアストン・ヴィラFCにレンタル移籍。このシーズンはレギュラーとして活躍し、リーグ2位タイとなる25得点を挙げた。また、ジャック・グリーリッシュとともに、リーグのベストイレブンにも選ばれた。

#### チェルシー復帰
2019年8月24日、ノリッジ・シティFC戦で2ゴールを決め勝利に貢献した。9月14日、ウォルヴァーハンプトン・ワンダラーズFC戦ではハットトリックを達成、チェルシーのプレーヤーとしてプレミアリーグでの最年少のハットトリック記録となった。しかし、2020-21シーズン途中に監督がフランク・ランパードからトーマス・トゥヘルに交代してからは、同じドイツ人であり、決定力不足に喘いでいたティモ・ヴェルナーが重宝され、アブラハムは出場機会を失ってしまった。チームはCLで優勝したものの、アブラハムはベンチ外に終わり、更に2021-22シーズン開幕前には、元チェルシーのロメル・ルカクを再獲得し、それに伴い移籍の噂が絶え間なくなっていった。

### ローマ
2021年8月17日、ASローマへの完全移籍が発表された。移籍金は4000万ユーロで、2026年までの5年契約を締結した。チェルシーへの買い戻しOP付きでの移籍である。背番号はチェルシー時代と同じ9番。2021年8月22日、セリエA開幕戦のACFフィオレンティーナ戦でセリエAデビューを果たすと、2アシストを記録して勝利に貢献した。8月29日、USサレルニターナ1919戦で移籍後初ゴールを挙げ、3月20日開催30節のローマダービーでも2ゴールを挙げた。リーグ最終節のトリノ戦で2ゴールを挙げたことにより、セリエAの歴代イギリス人選手として1シーズン最多ゴールを記録したこととなった。UEFAヨーロッパカンファレンスリーグでは決勝でのゴールは無かったが、大会中は9ゴールを決めてチームの優勝に貢献した。
2023年6月4日、スペツィア・カルチョ戦で相手DFと競り合った際に左膝前十字靭帯断裂の怪我を負い、6月7日に手術を受けた。この負傷により2023-24シーズンは序盤から欠場が続いていたが、2024年4月7日のSSラツィオ戦で307日ぶりに復帰を果たした。

### ミラン
2024年8月30日、ACミランへ2025年6月30日までローン移籍。8月31日、セリエA第3節SSラツィオ戦にて後半71分、ノア・オカフォーと交代で途中出場し、ミランデビューを果たした。9月14日、セリエA第4節ヴェネツィアFC戦にて前半29分、ラファエル・レオンが獲得したペナルティーキックを蹴ってミラン初ゴールを決めた。

### ベシクタシュ
2025年7月3日、ベシクタシュJKにレンタル移籍した。レンタル料は200万ユーロで、条件が満たされると1300万ユーロでの買取義務が発生する。

## 代表経歴
父親がナイジェリア出身のためナイジェリア代表を選ぶことも出来たが、育成年代から一貫してイングランド代表に選出されている。2017年11月にイングランド代表に初招集されると、11月10日、ウェンブリーで開催されたドイツ代表とのフレンドリーマッチに出場し、A代表初キャップを刻んだ。
イングランド代表での出場が親善試合のみであったため、ナイジェリア代表に代表を切り替える可能性も取りざたされたものの、2019年10月チェルシーでの好調を受け、EURO2020予選に臨むイングランド代表に招集された。2019年11月、EURO 2020予選のモンテネグロ戦でA代表初ゴールを決めた。

## 個人成績
| クラブ               | シーズン | リーグ             | リーグ戦 | リーグ戦 | カップ戦 | カップ戦 | 国際大会 | 国際大会 | その他 | その他 | 合計 | 合計 |
| クラブ               | シーズン | リーグ             | 出場     | 得点     | 出場     | 得点     | 出場     | 得点     | 出場   | 得点   | 出場 | 得点 |
| -------------------- | -------- | ------------------ | -------- | -------- | -------- | -------- | -------- | -------- | ------ | ------ | ---- | ---- |
| チェルシー           | 2015-16  | プレミアリーグ     | 2        | 0        | 0        | 0        | 0        | 0        | 0      | 0      | 2    | 0    |
| チェルシー           | 通算     | 通算               | 2        | 0        | 0        | 0        | 0        | 0        | 0      | 0      | 2    | 0    |
| ブリストル・シティ   | 2016-17  | チャンピオンシップ | 41       | 23       | 3        | 0        | -        | -        | -      | -      | 44   | 23   |
| ブリストル・シティ   | 通算     | 通算               | 41       | 23       | 3        | 0        | -        | -        | -      | -      | 44   | 23   |
| スウォンジー・シティ | 2017-18  | プレミアリーグ     | 31       | 5        | 5        | 2        | -        | -        | -      | -      | 36   | 7    |
| スウォンジー・シティ | 通算     | 通算               | 31       | 5        | 5        | 2        | -        | -        | -      | -      | 36   | 7    |
| アストン・ヴィラ     | 2018-19  | チャンピオンシップ | 37       | 25       | 0        | 0        | -        | -        | 3      | 1      | 40   | 26   |
| アストン・ヴィラ     | 通算     | 通算               | 37       | 25       | 0        | 0        | -        | -        | 3      | 1      | 40   | 26   |
| チェルシー           | 2018-19  | プレミアリーグ     | 0        | 0        | 0        | 0        | 0        | 0        | 1      | 0      | 1    | 0    |
| チェルシー           | 2019-20  | プレミアリーグ     | 34       | 15       | 3        | 0        | 8        | 3        | 1      | 0      | 46   | 18   |
| チェルシー           | 2020-21  | プレミアリーグ     | 22       | 6        | 3        | 4        | 5        | 1        | -      | -      | 30   | 11   |
| チェルシー           | 通算     | 通算               | 56       | 21       | 6        | 4        | 13       | 4        | 2      | 0      | 77   | 29   |
| ローマ               | 2021-22  | セリエA            | 37       | 17       | 2        | 1        | 14       | 9        | -      | -      | 53   | 27   |
| ローマ               | 2022-23  | セリエA            | 38       | 8        | 2        | 0        | 14       | 1        | -      | -      | 54   | 9    |
| ローマ               | 2023-24  | セリエA            | 8        | 1        | 0        | 0        | 4        | 0        | -      | -      | 12   | 1    |
| ローマ               | 通算     | 通算               | 83       | 26       | 4        | 1        | 32       | 10       | -      | -      | 119  | 37   |
| ミラン               | 2024-25  | セリエA            | 29       | 3        | 7        | 5        | 9        | 2        | -      | -      | 45   | 10   |
| 総通算               | 総通算   | 総通算             | 279      | 103      | 25       | 12       | 54       | 16       | 5      | 1      | 363  | 132  |

## タイトル

### クラブ
チェルシーU-18
- FAユースカップ : 2014-15, 2015-16
- UEFAユースリーグ : 2014-15, 2015-16

チェルシーFC
- UEFAチャンピオンズリーグ : 2020-2021
- UEFAスーパーカップ : 2021

ASローマ
- UEFAヨーロッパカンファレンスリーグ : 2021-22
- ACミラン
- スーペルコッパイタリアーナ24-25

### 個人
- PFAチャンピオンシップ年間ベストイレブン : 2018-19

## 代表歴

### 出場大会
- U-19イングランド代表
  - 2016年 - UEFA U-19欧州選手権（ベスト4）
- U-21イングランド代表
  - 2017年 - UEFA U-21欧州選手権（ベスト4）

### 試合数
- 国際Aマッチ 11試合 3得点（2017年 - ）

| イングランド代表 | 国際Aマッチ | 国際Aマッチ |
| 年               | 出場        | 得点        |
| ---------------- | ----------- | ----------- |
| 2017             | 2           | 0           |
| 2019             | 2           | 1           |
| 2020             |             |             |
| 2021             | 4           | 2           |
| 2022             | 1           | 0           |
| 通算             | 11          | 3           |

### ゴール
| #  | 開催日         | 開催地                               | 対戦国       | スコア | 結果  | 試合概要                                |
| -- | -------------- | ------------------------------------ | ------------ | ------ | ----- | --------------------------------------- |
| 1. | 2019年11月15日 | ロンドン、ウェンブリー・スタジアム   | モンテネグロ | 7–0    | 7–0   | UEFA EURO 2020予選                      |
| 2. | 2021年10月9日  | ラベリャ、エスタディ・ナシオナル     | アンドラ     | 0 - 3  | 0 – 5 | 2022 FIFAワールドカップ・ヨーロッパ予選 |
| 3. | 2021年11月15日 | セラヴァッレ、サンマリノ・スタジアム | サンマリノ   | 0 - 9  | 0-10  | 2022 FIFAワールドカップ・ヨーロッパ予選 |